# Francisco Javier Cortés

Grabado del escudo del Perú.

Francisco Javier Cortés (Quito, 1770? - Lima, 1841) fue un pintor, conocido por haber diseñado el Escudo del Perú.
Iniciado en el arte bajo la dirección de su padre; pasó a Bogotá en el año 1790, como dibujante de la Expedición dirigida por el naturalista José Celestino Mutis.
En Lima fue profesor de Dibujo en el Colegio de Medicina y Director de la Academia de Dibujo y Pintura, donde tuvo como discípulo a Francisco Laso y como colaborador a Ignacio Merino.
Hizo los primeros diseños del Escudo Nacional del Perú que José de San Martín creó en Pisco el 21 de octubre de 1820 y que el Congreso de la República del Perú reformó el 24 de febrero de 1825 a propuesta de José Gregorio Paredes. Los diseños del Escudo Nacional hechos por Javier Cortés sirvieron para acuñar las primeras monedas del Perú Independiente con el lema de "Firme y feliz por la unión". 

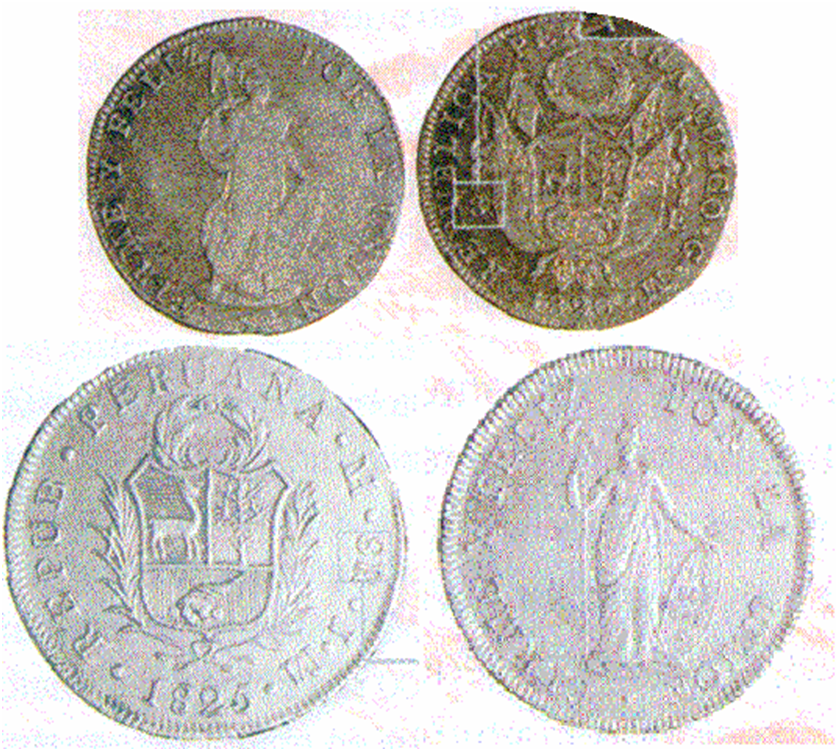
Monedas Firme y feliz por la unión y Libertad Parada de 1825. Lema: Firme y feliz por la unión.

Murió en Lima en el año 1841.